# Zasada minimum energii potencjalnej
Zasada minimum energii potencjalnej – zasada, zgodnie z którą układy fizyczne w przyrodzie dążą do osiągnięcia stanu o minimalnej energii potencjalnej. Chodzi tu o osiągnięcie minimum lokalnego, nie zaś globalnego.
Zasada minimum energii potencjalnej jest wyznacznikiem kierunku procesów zachodzących w układach fizycznych. Zgodnie z nią dowolny układ będzie zmniejszał swoją energię potencjalną zawsze, gdy tylko będzie to możliwe, tzn. gdy będzie miał możliwość oddania nadmiaru energii oraz gdy nie będą na niego działały zbyt duże zakłócenia, uniemożliwiające ten proces.
Stan, w którym układ osiągnął minimum energii potencjalnej, jest stanem równowagi stabilnej – oznacza to, że aby wytrącić z niego układ, potrzebne jest podziałanie na ten układ zakłóceniem o pewnej minimalnej wartości. I tak np. do rozszczepienia jądra atomowego potrzebna jest minimalna energia, zwana energią wiązania.
Stan o minimalnej energii potencjalnej jest przeciwstawny stanowi, w którym układ osiągnął maksimum energii potencjalnej, przy czym znów chodzi tu o osiągnięcie maksimum lokalnego. Stan taki jest stanem równowagi chwiejnej, co oznacza, że aby wytrącić układ z takiego stanu równowagi, potrzebne jest podziałanie na ten układ zakłóceniem o dowolnie małej wartości. Właśnie dlatego układów w takim stanie nie obserwujemy w przyrodzie.

## Przykłady i zastosowania
Zgodnie z zasadą minimum energii potencjalnej kamień stacza się w dół, a nie toczy się pod górkę, gdyż tylko w pierwszym przypadku zmniejsza on swoją energię potencjalną.
Zasada minimum energii potencjalnej określa strukturę materii. Aby zmniejszyć energię potencjalną, protony i neutrony łączą się, tworząc jądro atomowe, jądro atomowe zaś otacza się elektronami, tworząc atom. Z atomów powstają cząsteczki, których konfiguracja o najmniejszej energii prowadzi do utworzenia się sieci krystalicznej.
Podobnie atom sodu zbliża się do atomu chloru na pewną odległość {\displaystyle x_{0},} przy której układ tych dwóch atomów ma minimum energii potencjalnej, tworząc w ten sposób wiązanie jonowe.
Dzięki zastosowaniu zasady minimum energii potencjalnej oraz metod rachunku wariacyjnego francuski matematyk J.L Lagrange wyprowadził równania, nazwane później równaniami Lagrange’a. Mają one kluczowe znaczenie w mechanice analitycznej.